# Bell AH-1 Cobra
AH-1 Cobra, znany również jako Huey Cobra, Cobra, Sea Cobra, Super Cobra, Snake i Viper – śmigłowiec szturmowy zaprojektowany przez Bell Helicopter Textron. W Siłach Zbrojnych Stanów Zjednoczonych używany jest w Korpusie Piechoty Morskiej, natomiast w Wojskach Lądowych Stanów Zjednoczonych został całkowicie wyparty przez Boeing AH-64 Apache.

## Historia
Historia AH-1 jest blisko związana z rozwojem UH-1 Iroquois – pierwszego używanego masowo śmigłowca i symbolu wojny w Wietnamie.
W 1956 podczas opracowywania doktryny kawalerii powietrznej rozpoczęto prace (na początku teoretyczne, a później praktyczne) mające na celu wdrożenie odpowiedniego śmigłowca zapewniającego osłonę maszynom transportowym oraz wsparcia ogniowego dla oddziałów lądowych. Prace gwałtownie przyspieszyły podczas rozpoczęcia amerykańskiej interwencji w Wietnamie. Był to pierwszy konflikt, w którym użyto masowo oddziałów piechoty przewożonych przy użyciu śmigłowców. Problem braku śmigłowca uderzeniowego rozwiązywano w tym okresie po prostu przez dozbrajanie UH-1. Powstała nowa wersja tego śmigłowca (UH-1B) mogąca przenosić podwieszane uzbrojenie. Dużym problemem były znaczna szerokość kadłuba śmigłowca, co w przypadku ataku z lotu koszącego doprowadzało do dużych strat bojowych i to de facto w warunkach konfliktu asymetrycznego, gdzie Wietnam Północny nie dysponował rozbudowanym lotnictwem czy obroną przeciwlotniczą i polegał głównie na karabinach maszynowych i działkach. W owym czasie wśród amerykańskich strategów powstała idea śmigłowca szturmowego. Miała to być maszyna o wąskim kadłubie, co udało się uczynić poprzez umieszczenie dwuosobowej załogi w układzie tandem – z przodu znajdował się strzelec operujący wieżyczką, na której zamontowany był KM lub granatnik. Za nim był pilot operujący maszyną oraz niekierowanymi pociskami rakietowymi znajdującymi się na wysięgnikach w formie krótkich skrzydeł umieszczonych na bokach kadłuba. W 1962. roku wojsko powierzyło kontrakt firmie Bell na opracowanie demonstratora technologii śmigłowca szturmowego.

### Sioux Scout
W grudniu 1962. roku wojsko dało kontrakt firmie Bell na opracowanie demonstratora technologii śmigłowca szturmowego. Prototyp bazował na podzespołach z Bell 47, używanego m.in. podczas konfliktu w Korei (jako OH-13S). Wzniósł się w powietrze w czerwcu 1963. roku i został oznaczony jako Bell 207 Sioux Scout. U.S. Army uznało, że maszyna jest zbyt mała oraz zbyt słabo uzbrojona jak na śmigłowiec mający brać udział na polu bitwy.

### AAFSS
Z powodu niezadowolenia z powstałego Bell 207 armia ogłosiła przetarg na Advanced Aerial Fire Support System (zaawansowany system wsparcia ogniowego z powietrza).
Do programu zgłosiły się 2 firmy – Lockheed Martin i jego AH-56 Cheyenne oraz Sikorsky z S-66. Bell nie mógł wystartować, gdyż nie zgadzał się z filozofią śmigłowca szturmowego jakiego chciało U.S. Army. Rywalizację wygrał Lockheed Martin, ale projekt okazał się być zbyt kosztowny, więc został anulowany.

### Bell Model 209
W tym samym czasie Bell wciąż rozwijał swoją koncepcje śmigłowca szturmowego tworząc Bell 209, który miał sprostać wymaganiom U.S. Army. Tak jak w przypadku Sioux Scouta, postanowiono konstrukcję wyposażyć w część podzespołów istniejącej maszyny, w tym przypadku UH-1C Huey – wersji uderzeniowej. Zdecydowano się zastosować m.in. silnik T53 oraz przekładnię. Kadłub natomiast został wykonany z ideą śmigłowca szturmowego. Miał bowiem niecały metr szerokości (nie licząc skrzydeł na uzbrojenie podwieszane). Z przodu było umiejscowione stanowisko strzeleckie z wieżyczką M28 zdolnej do montażu M134 Minigun oraz granatników 40 mm M129. U.S. Army szybko zwróciła uwagę na maszynę Bella. Tym bardziej, że miał on wiele zapożyczeń ze sprawdzonego w boju śmigłowca UH-1. W kwietniu 1966 podpisano kontrakt na 110 maszyn. Nazwę zmieniono na AH-1G Cobra.

### Użycie bojowe w United States Armed Forces
W czerwcu 1967 roku dostarczono pierwsze egzemplarze AH-1G Cobra. Zmieniono w nim podwozie na stałe, szkło pancerne w owiewkach kokpitu zastąpiono szkłem akrylowym (pleksiglas) oraz wprowadzono nieco zmian w konstrukcji wirnika. Pierwszy raz śmigłowce te zostały użyte w akcji podczas wojny wietnamskiej 4 września 1967 roku, topiąc łódź wietnamską. Służyły między innymi podczas ofensywy Tết i były używane aż do samego końca wojny w 1973 roku, zadając duże straty siłom Wietkongu i armii Wietnamu Północnego. Głównym zagrożeniem dla nich były wielkokalibrowe karabiny maszynowe DSzK. Największe straty AH-1 poniosły w 1969 i 1970 roku – po 78 i w 1971 – 68, a ogółem utracono ich podczas wojny ze wszystkich przyczyn 279.
W trakcie walk okazało się, że Cobry bardzo dobrze wypełniają powierzone cele. Dzięki wąskiemu kadłubowi nadzwyczaj trudno jest je trafić. AH-1 Idealnie nadawał się do osłony śmigłowców Huey, ochrony desantów, wspierania wojsk zarówno podczas szturmu jak i obrony. Z czasem opracowano taktykę, podczas której w zespole 2 śmigłowców (AH-1 i OH-6) Cayuse prowokował nieprzyjaciela do ujawnienia pozycji, gdzie Cobra później eliminowała cel. Prócz tego stosowano taktykę 4 i więcej Cobr jako baterii artylerii rakietowej.
W 1975 roku wprowadzono śmigłowce AH-1Q – nosiciele pocisków przeciwpancernych TOW.
Między 1967 a 1973, Bell wyprodukował dla US Army 1126 egzemplarzy AH-1G; część z nich przebudowano na szkolne TH-1G. 101 sztuk zmodernizowano do wersji AH-1Q (przenoszącej BGM-71 TOW) w 1975. Po wojnie 290 AH-1G/Q zmodernizowano do wersji AH-1S oraz dostarczono 100 nowych AH-1P dostarczonych 1977-1978. Kolejne egzemplarze zmodernizowano do wersji AH-1E, a do 1979 dostarczono 98 nowych egzemplarzy w tej wersji. Do 1986 387 AH-1G zmodernizowano do wersji AH-1F oraz dostarczono 143 nowe egzemplarze.

## Opis techniczny
AH-1G Cobra to śmigłowiec szturmowy zbudowany w układzie tandem – stanowisko pilota znajduje się za stanowiskiem strzelca operującego uzbrojeniem. Jest to obecnie najczęściej stosowane rozwiązanie w tej klasie. Maszyna posiada metalowy kadłub dzielący się na 3 części: kokpit, przedział silnika oraz ogon. Kadłub ma długość 13.5 metra a szerokość w najszerszym miejscu to 0.965 metra (bez dodatkowych skrzydeł). Maszyna posiada dwułopatowy wirnik o średnicy 13.4 metra. Wirnik ogonowy również jest dwułopatowy. Silnik natomiast to T-53-L-13 o mocy 1400KM. Wraz z wirnikiem Cobra ma 3,15 metra wysokości zaś masa własna wynosi 2630 kg. Masa startowa wynosi 4310 kg, a zasięg wynosi 574 km. Prędkość maksymalna jest równa 277 km/h, natomiast dopuszczalna chwilowa prędkość 352km/h. Maksymalny pułap wynosi 3400 metrów, przy czym prędkość wznoszenia wynosi 6,25 m/s.
Uzbrojenie maszyny składa się na wieżyczkę M28 na której można zamontować 2 M134 Minigun / 2 granatniki automatyczne M129 40mm / 1 Minigun z prawej strony i 1 granatnik M129. Skrzydła z pylonami na uzbrojenie rakietowe mają 3,15 metra rozpiętości. Znajdują się tam 4 zaczepy umożliwiające montaż zasobniki z rakietami 70mm (pierw Mk 40, później Hydra). W późniejszych fazach była jeszcze możliwość montażu pocisków Zuni 127 mm, karabinów M134 Minigun oraz działek 20 mm systemu XM35.
Wkrótce po tym, kiedy wojskowi uznali, że Cobra nadaje się jako latający nosiciel pocisków BGM-71 TOW, opracowano system M65 pozwalający jego przenoszenie jak i również celowniki (pierw XM26, później M65). Opracowano również wersję pocisku TOW – mianowicie BGM-71B TOW o zasięgu maksymalnym 3750 metrów.
W 1968. doszło do rozłamu, który podzielił rodzinę śmigłowców Cobra na wersje jednosilnikowe – wywodzące się od AH-1G/AH-1Q oraz dwusilnikowe od AH-1J.

## AH-1 Cobra a AH-64 Apache – główne różnice
1. Eksploatacja – koszty eksploatacji Apache są znacznie większe od śmigłowca Cobra.
2. Uzbrojenie – Apache posiada działko M230 o większym kalibrze 30 mm i zapasem amunicji 1200 sztuk, gdzie Cobra ma działko M197 20mm i zapas amunicji 750 sztuk. Na dodatek pociski Hellfire z Apache są sprzężone z radarem Longbow, co znacząco zwiększa ich skuteczność. Apache posiada pociski AIM-92 Stinger, a Cobra AIM-9 Sidewinder.
3. Pancerz – w tej kategorii Apache jest lepiej opancerzony od Cobry.

## Warianty
Jednosilnikowe:
- Model 209: Pierwotny prototyp.
- AH-1G Cobra: Pierwotna wersja dla US Army.
- JAH-1G Cobra: Jeden helikopter do testowania uzbrojenia.
- TH-1G Cobra: Dwumiejscowa, dwusterowa wersja szkoleniowa.
- Z.14 Cobra: Modyfikacja wersji AH-1G dla hiszpańskiej marynarki wojennej.
- AH-1Q Cobra Unowocześniona wersja z przeciwczołgową rakietą TOW.
- AH-1R: Modyfikacja wersji AH-1G z możliwością odpalania rakiet AGM-114 Hellfire, na potrzeby testu, zmodyfikowano tylko dwa egzemplarze wersji "G".
- AH-1S: Unowocześniona wersja zasilana silnikiem T53-L-703.
- AH-1P: Kompozytowe łopaty wirnika oraz zmieniony kształt owiewki.
- AH-1E: Wprowadzenie wieżyczki M97A1 oraz działka M197 20 mm.
- AH-1F: Wprowadzenie wyświetlacza Head up Display oraz zintegrowano dalmierz laserowy, zakłócacz podczerwieni, system nadzoru paramertrami lotu M143.
- Model 249: Eksperymentalna wersja z czterema łopatami.
- Model 309 King Cobra: Eksperymentalna wersja z silnikiem Lycoming T-55-L-7C.

Dwusilnikowe:
- AH-1J SeaCobra: Zastosowanie silników TP-400-CP-400. Po raz pierwszy zastosowano wieżyczkę M97 i M197. Możliwość przenoszenia rakiet Zuni.
- AH-1J International: Eksportowa wersja modelu AH-1J SeaCobra.
- AH-1T SeaCobra: Wydłużono kadłub, unowocześniono silnik. Wywodzi się od eksperymentalnego Bell Model 309 King Cobra.
- AH-1W SuperCobra ("Whiskey Cobra") Wprowadzenie technologii ze śmigłowca AH-1F oraz możliwość obsługi AGM-114 Hellfire. Zamiana silników na General Electric T700-401. Wzmocnienie opancerzeniem, wzrost masy własnej do 4630 kg. Możliwość obsługi AIM-9 Sidewinder.
- AH-1Z Viper ("Zulu Cobra") Cyfrowa awionika, dodatkowe opancerzenie, wzrost masy własnej do 5500 kg, a startowej do 8400 kg. Prędkość wzrosła do 296 km/h a maksymalna chwilowa do 411 km/h. Zasięg wynosi 685 km. Czterołopatowe wirniki + przeniesienie wirnika ogonowego z prawej na lewą stronę. Pełna kompatybilność z pociskami AGM-114 Hellfire oraz z APKWS i DAGR.
- Cobra Venom: Wersja sugerowana przez Wielką Brytanię
- Model 309 King Cobra: Eksperymentalna wersja z dwoma silnikami.

## Użytkownicy
- Bahrajn
  - AH-1E (12)
  - TAH-1P wersja szkoleniowa (6)

- Hiszpania
  - Armada Española Arma Aérea
    - AH-1G (dostarczono 8, wycofane w 1985)

- Iran
  - AH-1J (dostarczono 202 w latach 1975–1978)

- Izrael
  - AH-1S "Tzefa" צפע (dostarczono 60, różne wersje)

- Japonia
  - AH-1S (produkowane na licencji przez Fuji Heavy Industries, dostarczono 89)

- Jordania
  - AH-1F (33)

- Korea Południowa
  - AH-1S (dostarczono 42)
  - AH-1F (dostarczono 20)
  - AH-1J (dostarczono 8)

- Pakistan
  - AH-1S (20)
  - AH-1F (34)

- Tajwan
  - AH-1W (dostarczono 63)

- Tajlandia
  - AH-1F (4)

- Turcja
  - AH-1W (9)
  - AH-1P/S (dostarczono 32)

- Stany Zjednoczone
  - United States Army (w latach 1967–1986 dostarczono 1567 sztuk wersji AH-1G, P, E i F oraz modernizacje do AH-1S i Q, wycofane w 2001)
  - United States Marine Corps
    - AH-1W (155, dostarczono ok. 269)
    - AH-1Z (28)

  - United States Navy
    - AH-1W (7)